# Fußball-Club Bayern München 2008-2009
Questa voce raccoglie le informazioni riguardanti il Fußball-Club Bayern München nelle competizioni ufficiali della stagione 2008-2009.

## Stagione
Con una decisione presa nella passata stagione, sulla panchina del club si siede Jürgen Klinsmann. Il Bayern partecipa alla Champions League, e viene inserito in un gruppo contenente anche il Lione, la Fiorentina e la Steaua Bucarest; i tedeschi lo terminano al primo posto davanti ai francesi. In primavera la squadra viene eliminata nei quarti di finale della Coppa di Germania dal Bayer Leverkusen, ma poco dopo sconfigge complessivamente 12-1 lo Sporting Lisbona negli ottavi di finale della Champions, stabilendo così il record di scarto nei turni ad eliminazione diretta della manifestazione. I bavaresi vengono però eliminati nel turno successivo dai futuri vincitori del Barcellona che, vincendo 4-0 l'andata al Camp Nou, infliggono inoltre alla squadra una delle peggiori sconfitte esterne nelle coppe europee. Klinsmann viene esonerato il 27 aprile 2009, dopo la sconfitta casalinga subita contro lo Schalke 04 subita in Bundesliga. Qui comunque la squadra si trova in terza posizione a tre punti dalla vetta, e viene condotta da Jupp Heynckes al secondo posto finale dietro al solo Wolfsburg.

## Uniformi
|  | Casa Maglia |  | Casa Alternativa |  | Trasferta Maglia |  | Terza Maglia |

## Organigramma societario
Area direttiva
- Presidente:  Franz Beckenbauer

Area tecnica
- Allenatore:  Jürgen Klinsmann fino al 27/04/2009,  Jupp Heynckes dal 27/04/2009
- Vice-Allenatore:  Hermann Gerland
- Direttore Sportivo:  Christian Nerlinger
- Allenatore portieri:  Walter Junghans
- Medico sociale:  Rüdiger Degwert

## Rosa
| N. |                        | Ruolo | Calciatore                        |
| -- | ---------------------- | ----- | --------------------------------- |
| 1  | Germania (bandiera)    | P     | Michael Rensing                   |
| 3  | Brasile (bandiera)     | D     | Lúcio (vice capitano)             |
| 5  | Belgio (bandiera)      | D     | Daniel Van Buyten                 |
| 6  | Argentina (bandiera)   | D     | Martín Demichelis (vice capitano) |
| 7  | Francia (bandiera)     | C     | Franck Ribéry                     |
| 8  | Turchia (bandiera)     | C     | Hamit Altıntop                    |
| 9  | Italia (bandiera)      | A     | Luca Toni                         |
| 11 | Germania (bandiera)    | A     | Lukas Podolski                    |
| 15 | Brasile (bandiera)     | C     | Zé Roberto                        |
| 16 | Germania (bandiera)    | C     | Andreas Ottl                      |
| 17 | Paesi Bassi (bandiera) | C     | Mark van Bommel (capitano)        |
| 18 | Germania (bandiera)    | A     | Miroslav Klose                    |

| N. |                      | Ruolo | Calciatore             |
| -- | -------------------- | ----- | ---------------------- |
| 20 | Argentina (bandiera) | C     | José Ernesto Sosa      |
| 21 | Germania (bandiera)  | D     | Philipp Lahm           |
| 22 | Germania (bandiera)  | P     | Hans-Jörg Butt         |
| 23 | Italia (bandiera)    | D     | Massimo Oddo           |
| 24 | Germania (bandiera)  | C     | Tim Borowski           |
| 25 | Germania (bandiera)  | A     | Thomas Müller          |
| 27 | Austria (bandiera)   | A     | Daniel Sikorski        |
| 30 | Germania (bandiera)  | D     | Christian Lell         |
| 31 | Germania (bandiera)  | C     | Bastian Schweinsteiger |
| 33 | Brasile (bandiera)   | D     | Breno                  |
| 35 | Germania (bandiera)  | P     | Thomas Kraft           |
| 36 | Germania (bandiera)  | C     | Stephan Fürstner       |

## Organigramma societario
Area tecnica
- Allenatore: Jupp Heynckes
- Allenatore in seconda: Hermann Gerland
- Preparatore dei portieri: Walter Junghans
- Preparatori atletici: Darcy Norman, Thomas Wilhelmi

## Risultati

### Bundesliga

#### Girone di andata
| Arbitro: | Kinhöfer |

|                                        |           |                                    |
| Schweinsteiger 12’ Podolski 17’ (rig.) | Marcatori | 25’ Guerrero 57’ (rig.) Trochowski |

| Arbitro: | Fandel |

|                   |           |              |
| Błaszczykowski 9’ | Marcatori | 74’ Borowski |

| Arbitro: | Kempter |

|                                                              |           |              |
| Toni 12’ Lahm 54’ Schweinsteiger 57’ (rig.) Klose 70’ (rig.) | Marcatori | 84’ Pantelić |

| Arbitro: | Weiner |

|  |           |                            |
|  | Marcatori | 53’, 60’ Toni 90’ Podolski |

| Arbitro: | Kinhöfer |

|                   |           |                                                   |
| Borowski 71’, 85’ | Marcatori | 30’, 67’ Rosenberg 45’ Naldo 54’ Özil 59’ Pizarro |

| Arbitro: | Kircher |

|            |           |  |
| Huszti 23’ | Marcatori |  |

| Arbitro: | Rafati |

|                             |           |                                     |
| Buyten 15’ Roberto 45’, 68’ | Marcatori | 29’ Kaloğlu 84’ Dabrowski 85’ Grote |

| Arbitro: | Meyer |

|  |           |           |
|  | Marcatori | 86’ Klose |

| Arbitro: | Drees |

|                                                           |           |                              |
| Ribéry 41’ van Bommel 54’ Borowski 63’ Schweinsteiger 80’ | Marcatori | 31’ (rig.) Grafite 33’ Džeko |

| Arbitro: | Gräfe |

|                       |           |                      |
| Demichelis 55’ (aut.) | Marcatori | 65’ Klose 70’ Ribéry |

| Arbitro: | Schmidt |

|                                          |           |                       |
| Klose 25’ Ribéry 76’ Podolski 85’ (rig.) | Marcatori | 30’ (rig.) Wichniarek |

| Arbitro: | Kircher |

|           |           |                    |
| Farfán 5’ | Marcatori | 3’ Toni 31’ Ribéry |

| Arbitro: | Weiner |

|                        |           |                            |
| Friend 78’ Bradley 81’ | Marcatori | 21’ Toni 65’ (rig.) Ribéry |

| Arbitro: | Kempter |

|                                              |           |           |
| Ribéry 29’ Demichelis 38’ Klose 54’ Toni 59’ | Marcatori | 25’ Skela |

| Arbitro: | Fandel |

|  |           |                    |
|  | Marcatori | 59’ Toni 82’ Klose |

| Arbitro: | Meyer |

|                   |           |              |
| Lahm 60’ Toni 90’ | Marcatori | 49’ Ibišević |

| Arbitro: | Kinhöfer |

|                  |           |                       |
| Khedira 45’, 90’ | Marcatori | 48’ Borowski 66’ Toni |

#### Girone di ritorno
| Arbitro: | Kircher |

|            |           |  |
| Petrić 44’ | Marcatori |  |

| Arbitro: | Kempter |

|                            |           |           |
| Roberto 24’ Klose 87’, 90’ | Marcatori | 2’ Valdez |

| Arbitro: | Meyer |

|                  |           |           |
| Voronin 38’, 77’ | Marcatori | 61’ Klose |

| Arbitro: | Rafati |

|            |           |                         |
| Buyten 84’ | Marcatori | 22’ Ehret 34’ Brosinski |

| Brema 1º marzo 2009, ore 17:00 CET 22ª giornata | Werder Brema | 0 – 0 referto | Bayern Monaco | Weserstadion (42 100 spett.)\| Arbitro: \| Gräfe \| |
| Arbitro:                                        | Gräfe        |               |               |                                                     |

| Arbitro: | Drees |

|                                                               |           |             |
| Buyten 20’ Klose 25’ Altıntop 34’ Podolski 73’ Demichelis 89’ | Marcatori | 15’ Štajner |

| Arbitro: | Weiner |

|  |           |                                     |
|  | Marcatori | 32’ Roberto 60’ Lahm 90’ Demichelis |

| Arbitro: | Winkmann |

|          |           |  |
| Sosa 34’ | Marcatori |  |

| Arbitro: | Kinhöfer |

|                                             |           |          |
| Gentner 44’ Džeko 63’, 66’ Grafite 74’, 77’ | Marcatori | 45’ Toni |

| Arbitro: | Drees |

|                                                 |           |  |
| Ribéry 3’ Toni 17’ Lúcio 36’ Schweinsteiger 48’ | Marcatori |  |

| Arbitro: | Meyer |

|  |           |          |
|  | Marcatori | 64’ Toni |

| Arbitro: | Fandel |

|  |           |              |
|  | Marcatori | 21’ Altıntop |

| Arbitro: | Rafati |

|                                 |           |                  |
| Schweinsteiger 33’ Altıntop 42’ | Marcatori | 38’ (rig.) Daems |

| Arbitro: | Kircher |

|           |           |                                      |
| Iliev 44’ | Marcatori | 23’ Sosa 63’ Demichelis 66’ Podolski |

| Arbitro: | Kinhöfer |

|                                  |           |  |
| Toni 47’ Ribéry 59’ Podolski 71’ | Marcatori |  |

| Arbitro: | Weiner |

|                    |           |                     |
| Ba 21’ Eduardo 29’ | Marcatori | 16’ Ribéry 44’ Toni |

| Arbitro: | Meyer |

|                                      |           |           |
| Boulahrouz 16’ (aut.) van Bommel 60’ | Marcatori | 63’ Gómez |

### Coppa di Germania
| Arbitro: | Meyer |

|                                 |           |                                          |
| Cannizzaro 22’ Bunjaku 47’, 67’ | Marcatori | 6’ Lahm 23’ Podolski 57’ Klose 80’ Kroos |

| Arbitro: | Gräfe |

|                       |           |  |
| Klose 7’ Borowski 69’ | Marcatori |  |

| Arbitro: | Fandel |

|           |           |                                                                |
| Gómez 85’ | Marcatori | 14’, 55’ (rig.) Schweinsteiger 16’ Ribéry 43’ Toni 59’ Roberto |

| Arbitro: | Meyer |

|                                                |           |                     |
| Barnetta 54’ Vidal 61’ Helmes 70’ Kießling 90’ | Marcatori | 72’ Lúcio 74’ Klose |

### Champions League

#### Fase a gironi
| Arbitro: | Larsen |

|  |           |            |
|  | Marcatori | 15’ Buyten |

| Arbitro: | Vassaras |

|             |           |                       |
| Roberto 52’ | Marcatori | 25’ (aut.) Demichelis |

| Arbitro: | Benquerença |

|                                         |           |  |
| Klose 5’ Schweinsteiger 25’ Roberto 90’ | Marcatori |  |

| Arbitro: | Mallenco |

|          |           |              |
| Mutu 10’ | Marcatori | 78’ Borowski |

| Arbitro: | Braamhaar |

|                         |           |  |
| Klose 57’, 71’ Toni 61’ | Marcatori |  |

| Arbitro: | Webb |

|                       |           |                           |
| Govou 52’ Benzema 68’ | Marcatori | 12’, 37’ Klose 34’ Ribéry |

#### Fase ad eliminazione diretta
| Arbitro: | Layec |

|  |           |                                                |
|  | Marcatori | 42’, 63’ (rig.) Ribéry 57’ Klose 84’, 90’ Toni |

| Arbitro: | Hansson |

|                                                                                                 |           |              |
| Podolski 7’, 34’ Polga 39’ (aut.) Schweinsteiger 43’ van Bommel 74’ Klose 82’ (rig.) Müller 90’ | Marcatori | 42’ Moutinho |

| Arbitro: | Webb |

|                                   |           |  |
| Messi 9’, 38’ Eto'o 13’ Henry 43’ | Marcatori |  |

| Arbitro: | Rosetti |

|            |           |           |
| Ribéry 47’ | Marcatori | 73’ Keita |

## Statistiche

### Statistiche di squadra
| Competizione      | Punti | In casa | In casa | In casa | In casa | In casa | In casa | In trasferta | In trasferta | In trasferta | In trasferta | In trasferta | In trasferta | Totale | Totale | Totale | Totale | Totale | Totale | DR  |
| Competizione      | Punti | G       | V       | N       | P       | Gf      | Gs      | G            | V            | N            | P            | Gf           | Gs           | G      | V      | N      | P      | Gf     | Gs     | DR  |
| ----------------- | ----- | ------- | ------- | ------- | ------- | ------- | ------- | ------------ | ------------ | ------------ | ------------ | ------------ | ------------ | ------ | ------ | ------ | ------ | ------ | ------ | --- |
| Bundesliga        | 67    | 17      | 12      | 2       | 3       | 45      | 23      | 17           | 8            | 5            | 4            | 26           | 19           | 34     | 20     | 7      | 7      | 71     | 42     | +29 |
| Coppa di Germania | -     | 1       | 1       | 0       | 0       | 2       | 0       | 3            | 2            | 0            | 1            | 11           | 8            | 4      | 3      | 0      | 1      | 13     | 8      | +5  |
| Champions League  | -     | 5       | 3       | 2       | 0       | 15      | 3       | 5            | 3            | 1            | 1            | 10           | 7            | 10     | 6      | 3      | 1      | 25     | 10     | +15 |
| Totale            | -     | 23      | 16      | 4       | 3       | 62      | 26      | 25           | 13           | 6            | 6            | 47           | 34           | 48     | 29     | 10     | 9      | 109    | 60     | +49 |

### Andamento in campionato
| Giornata  | 1 | 2  | 3 | 4 | 5 | 6 | 7  | 8  | 9 | 10 | 11 | 12 | 13 | 14 | 15 | 16 | 17 | 18 | 19 | 20 | 21 | 22 | 23 | 24 | 25 | 26 | 27 | 28 | 29 | 30 | 31 | 32 | 33 | 34 |
| --------- | - | -- | - | - | - | - | -- | -- | - | -- | -- | -- | -- | -- | -- | -- | -- | -- | -- | -- | -- | -- | -- | -- | -- | -- | -- | -- | -- | -- | -- | -- | -- | -- |
| Luogo     | C | T  | C | T | C | T | C  | T  | C | T  | C  | T  | T  | C  | T  | C  | T  | T  | C  | T  | C  | T  | C  | T  | C  | T  | C  | T  | C  | C  | T  | C  | T  | C  |
| Risultato | N | N  | V | V | P | P | N  | V  | V | V  | V  | V  | N  | V  | V  | V  | N  | P  | V  | P  | P  | N  | V  | V  | V  | P  | V  | V  | P  | V  | V  | V  | N  | V  |
| Posizione | 8 | 10 | 7 | 2 | 8 | 9 | 11 | 11 | 5 | 4  | 3  | 3  | 3  | 3  | 2  | 2  | 2  | 4  | 2  | 4  | 4  | 5  | 2  | 2  | 2  | 4  | 2  | 2  | 3  | 2  | 2  | 2  | 2  | 2  |

Legenda:

Luogo: C = Casa; T = Trasferta. Risultato: V = Vittoria; N = Pareggio; P = Sconfitta.

### Statistiche dei giocatori
| Giocatore         | Bundesliga | Bundesliga | Bundesliga  | Bundesliga | Coppa di Germania | Coppa di Germania | Coppa di Germania | Coppa di Germania | Champions League | Champions League | Champions League | Champions League | Totale   | Totale | Totale      | Totale     |
| Giocatore         | Presenze   | Reti       | Ammonizioni | Espulsioni | Presenze          | Reti              | Ammonizioni       | Espulsioni        | Presenze         | Reti             | Ammonizioni      | Espulsioni       | Presenze | Reti   | Ammonizioni | Espulsioni |
| ----------------- | ---------- | ---------- | ----------- | ---------- | ----------------- | ----------------- | ----------------- | ----------------- | ---------------- | ---------------- | ---------------- | ---------------- | -------- | ------ | ----------- | ---------- |
| H. Butt           | 8          | 0          | 0           | 0          | -                 | -                 | -                 | -                 | 3                | 0                | 0                | 0                | 11       | 0      | 0           | 0          |
| T. Kraft          | -          | -          | -           | -          | -                 | -                 | -                 | -                 | -                | -                | -                | -                | -        | -      | -           | -          |
| M. Rensing        | 26         | 0          | 3           | 0          | 4                 | 0                 | 1                 | 0                 | 7                | 0                | 0                | 0                | 37       | 0      | 4           | 0          |
| H. Badstuber      | -          | -          | -           | -          | -                 | -                 | -                 | -                 | -                | -                | -                | -                | -        | -      | -           | -          |
| Breno             | 4          | 0          | 0           | 0          | -                 | -                 | -                 | -                 | 5                | 0                | 0                | 0                | 9        | 0      | 0           | 0          |
| M. Demichelis     | 29         | 4          | 7           | 0          | 3                 | 0                 | 1                 | 0                 | 8                | 0                | 3                | 0                | 40       | 4      | 11          | 0          |
| P. Lahm           | 28         | 3          | 3           | 0          | 3                 | 1                 | 0                 | 0                 | 8                | 0                | 1                | 0                | 39       | 4      | 4           | 0          |
| C. Lell           | 20         | 0          | 4           | 0          | 2                 | 0                 | 0                 | 0                 | 6                | 0                | 2                | 0                | 28       | 0      | 6           | 0          |
| Lúcio             | 32         | 1          | 3           | 0          | 4                 | 1                 | 0                 | 0                 | 8                | 0                | 1                | 0                | 44       | 2      | 4           | 0          |
| M. Oddo           | 18         | 0          | 4           | 1          | 2                 | 0                 | 0                 | 0                 | 7                | 0                | 1                | 0                | 27       | 0      | 5           | 1          |
| D. Buyten         | 18         | 3          | 0           | 0          | 2                 | 0                 | 0                 | 0                 | 5                | 1                | 0                | 0                | 25       | 4      | 0           | 0          |
| H. Altıntop       | 11         | 2          | 0           | 0          | 3                 | 0                 | 0                 | 0                 | 4                | 0                | 0                | 0                | 18       | 2      | 0           | 0          |
| T. Borowski       | 26         | 5          | 5           | 0          | 2                 | 1                 | 0                 | 0                 | 7                | 1                | 3                | 0                | 35       | 7      | 8           | 0          |
| S. Fürstner       | -          | -          | -           | -          | -                 | -                 | -                 | -                 | -                | -                | -                | -                | -        | -      | -           | -          |
| A. Ottl           | 22         | 0          | 2           | 0          | 4                 | 0                 | 1                 | 0                 | 6                | 0                | 1                | 0                | 32       | 0      | 4           | 0          |
| F. Ribéry         | 25         | 9          | 4           | 1          | 3                 | 1                 | 1                 | 0                 | 8                | 4                | 1                | 0                | 36       | 14     | 6           | 1          |
| B. Schweinsteiger | 31         | 5          | 3           | 0          | 4                 | 2                 | 0                 | 0                 | 9                | 2                | 0                | 0                | 44       | 9      | 3           | 0          |
| J. Sosa           | 17         | 2          | 2           | 0          | 1                 | 0                 | 0                 | 0                 | 3                | 0                | 0                | 0                | 21       | 2      | 2           | 0          |
| M. van Bommel     | 29         | 2          | 10          | 1          | 3                 | 0                 | 1                 | 0                 | 9                | 1                | 2                | 0                | 41       | 3      | 13          | 1          |
| Z. Roberto        | 29         | 4          | 4           | 0          | 4                 | 1                 | 0                 | 0                 | 9                | 2                | 0                | 0                | 42       | 7      | 4           | 0          |
| M. Klose          | 26         | 10         | 2           | 0          | 4                 | 3                 | 0                 | 0                 | 8                | 7                | 1                | 0                | 38       | 20     | 3           | 0          |
| T. Müller         | 4          | 0          | 0           | 0          | -                 | -                 | -                 | -                 | 1                | 1                | 0                | 0                | 5        | 1      | 0           | 0          |
| L. Podolski       | 24         | 6          | 1           | 0          | 3                 | 1                 | 1                 | 0                 | 4                | 2                | 1                | 0                | 31       | 9      | 3           | 0          |
| D. Sikorski       | -          | -          | -           | -          | -                 | -                 | -                 | -                 | -                | -                | -                | -                | -        | -      | -           | -          |
| L. Toni           | 25         | 14         | 4           | 0          | 2                 | 1                 | 1                 | 0                 | 8                | 3                | 0                | 0                | 35       | 18     | 5           | 0          |
| D. Yılmaz         | -          | -          | -           | -          | -                 | -                 | -                 | -                 | -                | -                | -                | -                | -        | -      | -           | -          |
| L. Donovan        | 6          | 0          | 0           | 0          | 1                 | 0                 | 0                 | 0                 | -                | -                | -                | -                | 7        | 0      | 0           | 0          |
| T. Kroos          | 7          | 0          | 1           | 0          | 1                 | 1                 | 0                 | 0                 | 1                | 0                | 0                | 0                | 9        | 1      | 1           | 0          |